# Robert L. Carneiro
Robert Leonard Carneiro (* 4. Juni 1927 in New York City; † 24. Juni 2020) war ein US-amerikanischer Anthropologe und Ethnologe.

## Leben
Carneiro war Sohn von in die USA eingewanderte Portugiesen. Carneiro studierte in Michigan Politikwissenschaft und Anthropologie.
1956 wurde Carneiro zum Fellow der American Association for the Advancement of Science gewählt. 1999 wurde er in die National Academy of Sciences, 2012 in die American Academy of Arts and Sciences aufgenommen.

## Ethnologische Feldforschung
Carneiro forschte in Zentralbrasilien bei den Kuikuro, in Ostperu bei den Amahuaca und im Süden Venezuelas bei den Yanomami.

## Carneiros Staatsentstehungstheorie
Carneiro hat in seinem Aufsatz „A theory of the Origin of the State“ ein Gegenmodell zur Eroberungs- und Unterwerfungstheorie entwickelt: Seine Theorie der natürlichen Grenzen (Circumscription Theory) beruht auf der Annahme, dass im Falle einer Eroberung die Unterlegenen im Regelfall an einen anderen Ort fliehen; als Beispiel nennt er die Amazonas-Indianer. Nur wenn es natürliche Begrenzungen (Wüste, Berge, Meer) gebe, bleibe die unterlegene Gruppe am Ort der Niederlage.
Unter diesen Bedingungen entsteht nach Carneiro der Staat auf die Weise, dass es bei wachsender Bevölkerung zum Streit um das knappe Land komme und so ein Dorf das Nachbardorf zu erobern und unterwerfen versuche. Dadurch komme es zur Entstehung staatlicher Herrschaft; dies sei zum Beispiel in Ägypten der Fall gewesen.
An Carneiros Theorie wird vor allem kritisiert, dass es wissenschaftlich kein Beispiel dafür gibt, dass erobernde Bauernvölker andere Bauernvölker dauerhaft unterworfen haben; vielmehr würden Bauernvölker die Eroberten töten und das Land zur eigenen Bewirtschaftung nutzen.
Zudem wird eingewendet, dass es zahlreiche Beispiele gebe, in denen enge geographische Grenzen nicht zur Entstehung staatlicher Herrschaft geführt hätten. Auch sei fraglich, ob sein Ausgangspunkt, wonach die Amazonas-Indianer wegen der „geographischen Grenzenlosigkeit“ keinen Staat ausgebildet hätten, sich nicht auf eine spätere (Beobachtungs-)Situation stütze, in der die Bevölkerung durch Krankheiten und Kolonisation stark dezimiert gewesen sei – während für die vorher zahlreichere Bevölkerung durchaus geographische Grenzen spürbar gewesen seien, ohne dass es zur Staatsentstehung gekommen sei.

## Werk (Auswahl)
- A Theory of the Origin of the State, Science Vol. 169, 21. August 1970, S. 733–738. (Digitalisat 1977).
- The Muse of History and the Science of Culture. New York: Kluwer Academic/Plenum Publishers, 2000.[7]
- Zusammenstellung weiterer Werke: Robert L. Carneiro - Biography. In: rlcarneiro.com. web.archive.org, 2016, archiviert vom Original am 6. April 2016.